# Seznam predsednikov Etiopije
Seznam predsednikov Etiopije navaja nosilce funkcije predsednika Zvezne demokratične republike Etiopije.

## Seznam

### Ljudska demokratična republika Etiopija
- Mengistu Hajle Marjam (1987–1991)

### Zvezna demokratična republika Etiopija
- Negasso Gidada (1995–2001)
- Girma Wolde-Giorgis (2001–2013)
- Mulatu Teshome (2013–2018)
- Sahle-Work Zewde (2018–2024)
- Taje Atske Selassie (2024– )